# 국립부산검역소
국립부산검역소(國立釜山檢疫所, Busan National Quarantine Station)는 질병관리청 산하 경남권질병대응센터의 소속기관이다. 1966년 1월 7일 발족하였으며, 부산광역시 중구 충장대로 20에 위치하고 있다. 소장은 기술서기관으로 보한다.

## 연혁
- 1949년 12월 10일: 보건부 소속으로 부산해항검역소 설치.
- 1955년 2월 17일: 보건사회부 소속으로 변경.
- 1960년 8월 12일: 국립부산해항검역소로 개편.
- 1966년 1월 7일: 국립부산검역소로 개편.
- 1975년 11월 24일: 수영공항지소 개소.
- 1976년 8월 12일: 수영공항지소 폐지. 김해국제공항지소 개소.
- 1978년 5월 23일: 김해국제공항지소를 국립김해검역소로 승격시켜 분리.
- 1994년 12월 23일: 보건복지부 소속으로 변경.
- 2002년 5월 13일: 감천지소 개소.
- 2008년 2월 29일: 보건복지가족부 소속으로 변경.
- 2010년 3월 19일: 보건복지부 소속으로 변경.
- 2016년 7월 29일: 감천지소 폐지. 신항지소 개소.
- 2020년 9월 12일: 질병관리청 산하 경남권질병대응센터 소속으로 변경

## 조직

### 소장
- 서무과[1]
- 검역과[2]

### 소속기관
- 신항지소

## 검역항
- 본부 관할: 부산항, 감천항, 다대포항, 수영만
- 신항지소 관할: 신항